# Phalacronothus putoni
Phalacronothus putoni é uma espécie de insetos coleópteros polífagos pertencente à família Aphodiidae.
A autoridade científica da espécie é Reitter, tendo sido descrita no ano de 1894.
Trata-se de uma espécie presente no território português.